# Каберов, Игорь Александрович
И́горь Алекса́ндрович Ка́беров (25 апреля 1917 — 2 октября 1995) — советский лётчик-ас истребительной авиации ВВС ВМФ в годы Великой Отечественной войны, Герой Советского Союза (24.07.1943). Полковник (19.02.1957).

## Биография
Родился в деревне Никулинское Вологодской губернии (ныне — Вологодский район Вологодской области). Из семьи крестьянина, участника первой мировой и гражданской войн.
С 1917 года с семьёй проживал в Вологде. По окончании 7-ми классов школы № 7 в 1932 году и школы ФЗУ при ВПРЗ в 1933 в Вологде работал слесарем на Вологодском вагоноремонтном заводе. Занимался спортом под началом М. Л. Куликова, также учился в авиамодельном кружке. В 1938 году окончил лётную планерную школу Осоавиахима в Коктебеле и с декабря этого года работал инструктором в Новгородском аэроклубе.
С октября 1939 года служил в Военно-морском флоте. В 1940 году окончил Военно-морское авиационное училище имени Сталина в Ейске. В декабре 1940 года прибыл для прохождения службы в 5-й истребительный авиационный полк ВВС Балтийского флота на должность младшего лётчика. В 1941 году вступил в ВКП(б).
С июня 1941 года сражался в боях Великой Отечественной войны, летая на истребителе И-16. Первую воздушную победу одержал 4 августа 1941, сбив вражеский Me-109, в том же месяце пытался таранить на И-16 вражеский Ju-88, но безуспешно; впрочем, сумел посадить свой повреждённый самолёт. С 21 августа пересел на ЛаГГ-3 (летом 1942 года освоил ленд-лизовский истребитель «Харрикейн», но в начале 1943 года вновь пересел на именной ЛаГГ-3, построенный на деньги трудящихся Вологодской области, причём в сборе денег приняли участие родители и родственники Игоря Каберова). Участник битвы за Ленинград.
В сентябре 1941 участвовал в напряжённых боях над Ленинградом и Кронштадтом, порой совершая за день по 6-7 боевых вылетов. Совместно с Героем Советского Союза Г. Д. Костылёвым участвовал в воздушных боях над линкором «Марат», обороняя его от непрерывных атак люфтваффе.
2 ноября звено, в которое входили Костылёв и Каберов, перехватило в районе острова Соммерс и уничтожило финский СБ (бомбардировщик советского производства, доставшийся Финляндии как трофей), однако в документах его учли как «Bristol Blenheim». Позже Костылёв, летая вместе с Каберовым, по ошибке сбил свой истребитель И-153, управляемый начальником штаба полка подполковником Бискупом, который по счастливой случайности остался жив — лётчики по привычке приняли его за финского лётчика.
Воюя в составе 5-го иап, Каберов внёс больший вклад в то, что 18 января 1942 года приказом Наркома ВМФ № 10 «за проявленную отвагу в воздушных боях с немецко-фашистскими захватчиками, за стойкость, мужество, дисциплину и организованность, за героизм личного состава» этот полк получил гвардейское звание и был переименован в 3-й гвардейский истребительный авиационный полк ВВС КБФ. Сам Каберов стал в марте 1942 года командиром звена, а в ноябре 1942 года — заместителем командира эскадрильи.
17 мая 1942 года Костылёв снова совместно с Каберовым сбил 2 «мессершмита», которыми управляли немецкие асы Герхард Лаутеншлагер (31 победа) и лейтенант Осси Унтерлерхнер (27 побед).
Летом 1942 года участвовал в защите с воздуха советских кораблей на Ладожском озере, обеспечивающих связь Ленинграда с «Большой землёй», где за август 1942 года сбил 5 финских и немецких самолётов (включая и достаточно экзотические для советско-германского фронта «Фоккер Д—21» и «Капрони»).
К началу февраля 1943 года он совершил 347 боевых вылетов (включая 29 полётов на разведку и 5 на штурмовку), провёл 92 воздушных боя, в которых сбил лично 8 и в группе 18 самолётов противника. Был ранен. За эти подвиги был представлен к званию Героя.
Указом Президиума Верховного Совета СССР «О присвоении звания Героя Советского Союза начальствующему и рядовому составу Военно-Морского флота» от 24 июля 1943 года за «образцовое выполнение боевых заданий командования на фронте борьбы с немецкими захватчиками и проявленными при этом отвагу и геройство» гвардии капитану Каберову Игорю Александровичу присвоено звание Героя Советского Союза с вручением ордена Ленина и медали «Золотая Звезда» (№ 854).
За время участия в войне И. А. Каберов совершил 476 боевых вылетов, сбил лично 10 самолётов противника и 19 в группе.
По воспоминаниям боевого товарища Героя Советского Союза И. И. Цапова, «он был действительно одаренным человеком писал стихи, играл на баяне, хорошо рисовал», был постоянным редактором и основным автором полкового «Боевого листка», а написанную им на фронте поэму «Месть» сам читал по ленинградскому радио (впрочем, позднее сам Каберов об этом своём поэтическом опыте вспоминал с иронией).
10 июля 1943 года Каберов был отозван с фронта, откомандирован в распоряжение наркома ВМФ и направлен служить в 65-й авиационный полк специального назначения ВВС ВМФ. С августа 1943 года был инспектором-лётчиком в Ейском ВМАУ им. Сталина. С сентября 1944 года учился на Высших офицерских курсах ВВС ВМФ.
С января 1945 года гвардии майор И. А. Каберов — в распоряжении командующего ВВС Тихоокеанского флота. С мая 1945 года по ноябрь 1946 года — командир эскадрильи 17-го истребительного авиационного полка ВВС флота, в составе которого участвовал в советско-японской войне. Его эскадрилья выполняла задачи по прикрытию главной базы флота Владивостока и транспортов на переходе морем, сопровождала торпедные катера в операциях у корейского побережья. Лично выполнил 10 боевых вылетов на Як-9У, встреч с японской авиацией в воздухе не имел.
С ноября 1946 года по май 1952 года учился на командном факультете Военно-воздушной академии, после её окончания служил в ВВС Черноморского флота: с мая 1952 года по январь 1954 года — помощник командира по тактике воздушного боя и воздушной стрельбе 639-го ИАП (полк базировался на аэродром Херсонес под Севастополем), с января по ноябрь 1954 года — старший штурман 49-й ИАД, с ноября 1954 года по январь 1960 года — командир 661-го ИАП (Крым, Песчаное), с января по август 1960 — заместитель командира по лётной подготовке 4-й ИАД. С сентября 1960 года гвардии полковник И. А. Каберов — в запасе (уволен при «хрущёвском сокращении ВС СССР»).
Жил в городе Новгороде (с 1999 — Великий Новгород). Работал инженером по технике безопасности автопассажирского хозяйства (с марта по июнь 1962 года), слесарем-сборщиком телевизионного завода (с января 1963 года по июль 1964 года, с января по март 1968 года), начальником Новгородского аэропорта (с июля 1964 года по декабрь 1967 года), начальником авиаспортклуба областного комитета ДОСААФ (с марта 1969 года по ноябрь 1983 года).
Вёл активную работу с молодёжью, являлся депутатом городского Совета. Автор мемуаров.
Умер 2 октября 1995 года, похоронен на Западном кладбище Новгорода.

## Награды
- Герой Советского Союза (24.07.1943)
- Два ордена Ленина (24.11.1941, 24.07.1943)
- Два ордена Красного Знамени  (13.11.1941, 21.10.1942)
- Два ордена Отечественной войны 1 степени (19.11.1945, 11.03.1985)
- Орден Красной Звезды (5.11.1954)
- Медаль «За боевые заслуги» (15.11.1950)
- Медаль «За оборону Ленинграда» (1943)
- Ряд других медалей СССР
- Почётный гражданин Великого Новгорода (25.11.1983)

## Воинские звания
- лейтенант (11.12.1940)
- старший лейтенант (10.10.1941)
- капитан (8.04.1942)
- майор (2.11.1946)
- подполковник (4.11.1950)
- полковник (19.02.1957)[13]

## Сочинения
- Каберов И. А. В прицеле — свастика: Воспоминания летчика-истребителя. — 2-е изд., доп. — Л.: Лениздат, 1983. — 294 с.[14]
- Каберов И. А. Мы вернёмся, море! // Школа штурмующих небо: рассказы о боевом пути Ейского авиаучилища. — Краснодар, 1968. — С.99—104.
- Igor Kaberov. Swastika in the gunsight: Memoirs of the Russ. fighter pilot, 1941-45. — Stroud (Glos.): Sutton, 1999. — VII, 216 с.; ISBN 0-7509-2240-0.

## Память

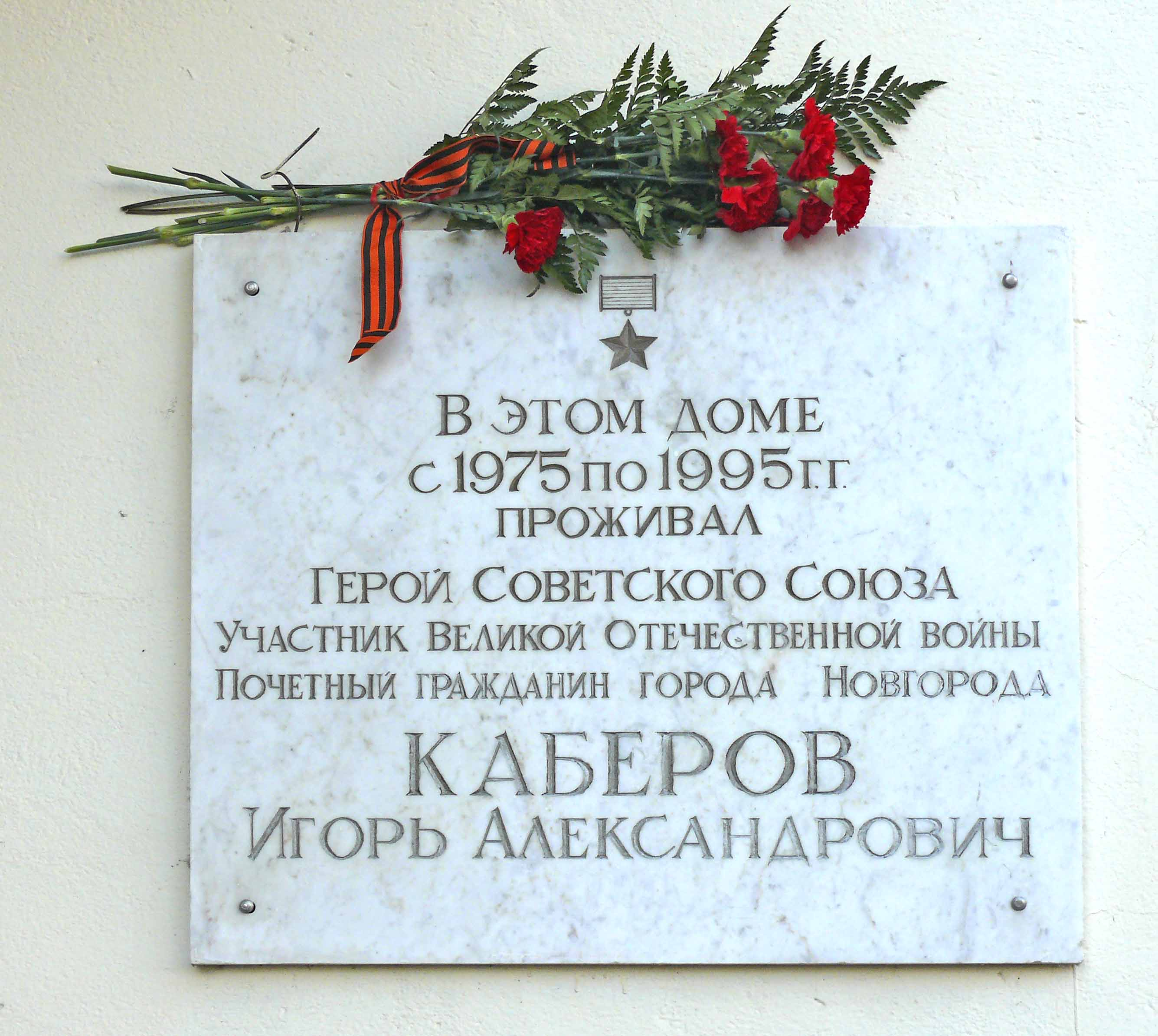
Улица Каберова (бывш. Власьевская) в Великом Новгороде. Памятная доска на доме, где проживал И. А. Каберов.

- Его именем названа одна из улиц города Великого Новгорода. В школе № 28 в 1998 году был открыт музей его имени. В июне 2009 года музей был переведён в гимназию № 4 (школа № 32), где действует и по сей день.
- Авиационно-спортивный клуб Великого Новгорода назван именем И. А. Каберова[15].
- В 2015 году Новленской средней школе с. Новленское Вологодского района Вологодской области присвоено имя И. А. Каберова.
- В 2016 году именем И. А. Каберова названа улица в Вологде.
- И. А. Каберов стал прототипом одного из персонажей книги Николая Чуковского «Балтийское небо» — Кабанкова[16].

## Комментарии
1. ↑  …Fw Gerhard Lautenschlager being killed by Soviet AAA to the south of Shum on the 16 May 1942.